# Volta Ciclista a Catalunya 2015
95. edycja wyścigu kolarskiego Volta Ciclista a Catalunya odbywała się od 23 do 29 marca 2015 roku. Liczyła siedem etapów, o łącznym dystansie 1238,1 km. Wyścig zaliczany był do rankingu światowego UCI World Tour 2015.

## Uczestnicy
Na starcie tego wieloetapowego wyścigu stanęły 24 zawodowe grupy kolarskie.
| Numery  | Kod | Drużyna                  |
| ------- | --- | ------------------------ |
| 1-8     | KAT | Team Katusha             |
| 11-18   | TTS | Team Tinkoff-Saxo        |
| 21-28   | BMC | BMC Racing Team          |
| 31-38   | MOV | Movistar Team            |
| 41-48   | SKY | Team Sky                 |
| 51-58   | TCG | Team Cannondale – Garmin |
| 61-68   | ALM | Ag2r-La Mondiale         |
| 71-78   | AST | Pro Team Astana          |
| 81-88   | EQS | Etixx-Quick Step         |
| 91-98   | FDJ | FDJ.fr                   |
| 101-108 | IAM | IAM Cycling              |
| 111-118 | LAM | Lampre-Merida            |

| Numery  | Kod | Drużyna                |
| ------- | --- | ---------------------- |
| 121-128 | LTS | Lotto Soudal           |
| 131-138 | OGE | Orica-GreenEDGE        |
| 141-148 | GIA | Team Giant-Alpecin     |
| 151-158 | LTJ | Team LottoNL – Jumbo   |
| 161-168 | TRE | Trek Factory Racing    |
| 171-178 | CJR | Caja Rural-Seguros RGA |
| 181-188 | BSE | Bretagne-Séché         |
| 191-198 | CCC | CCC Sprandi Polkowice  |
| 201-208 | COF | Cofidis                |
| 211-218 | COL | Team Colombia          |
| 221-228 | EUC | Team Europcar          |
| 231-238 | WGG | Wanty-Groupe Gobert    |

## Etapy
| Etap | Data     | Start – Meta            | Dystans  | Typ | Zwycięzca etapu    | Lider           |
| ---- | -------- | ----------------------- | -------- | --- | ------------------ | --------------- |
| 1.   | 23 marca | Calella – Calella       | 185,2 km |     | Maciej Paterski    | Maciej Paterski |
| 2.   | 24 marca | Mataró – Olot           | 191,8 km |     | Alejandro Valverde | Maciej Paterski |
| 3.   | 25 marca | Girona – Girona         | 156,6 km |     | Domenico Pozzovivo | Pierre Rolland  |
| 4.   | 26 marca | Tona – La Molina        | 188,4 km |     | Tejay van Garderen | Bart De Clercq  |
| 5.   | 27 marca | Alp – Valls             | 195,4 km |     | Alejandro Valverde | Richie Porte    |
| 6.   | 28 marca | Cervera – Port Aventura | 194,1 km |     | Siergiej Czernecki | Richie Porte    |
| 7.   | 29 marca | Barcelona               | 126,6 km |     | Alejandro Valverde | Richie Porte    |

### Etap 1 – 23.03: Calella > Calella, 185,2 km
| #  | Zawodnik           | Zespół | Czas       |
| -- | ------------------ | ------ | ---------- |
| 1  | Maciej Paterski    | CCC    | 4h 33' 41" |
| 2  | Pierre Rolland     | EUC    | + 0"       |
| 3  | Bart De Clercq     | LTS    | + 2"       |
|    |                    |        |            |
| 48 | Przemysław Niemiec | LAM    | + 2' 40"   |
| 52 | Adrian Honkisz     | CCC    | + 2' 40"   |
| 79 | Marek Rutkiewicz   | CCC    | + 2' 40"   |
| 85 | Sylwester Szmyd    | CCC    | + 2' 40"   |
| 90 | Rafał Majka        | TCS    | + 2' 40"   |

| #  | Zawodnik           | Zespół | Czas       |
| -- | ------------------ | ------ | ---------- |
| 1  | Maciej Paterski    | CCC    | 4h 33' 31" |
| 2  | Pierre Rolland     | EUC    | + 4"       |
| 3  | Bart De Clercq     | LTS    | + 8"       |
|    |                    |        |            |
| 51 | Przemysław Niemiec | LAM    | + 2' 50"   |
| 55 | Adrian Honkisz     | CCC    | + 2' 50"   |
| 80 | Marek Rutkiewicz   | CCC    | + 2' 50"   |
| 86 | Sylwester Szmyd    | CCC    | + 2' 50"   |
| 91 | Rafał Majka        | TCS    | + 2' 50"   |

### Etap 2 – 24.03: Calella > Calella, 185,2 km
| #   | Zawodnik           | Zespół | Czas       |
| --- | ------------------ | ------ | ---------- |
| 1   | Alejandro Valverde | MOV    | 5h 02' 49" |
| 2   | José Joaquín Rojas | MOV    | + 0"       |
| 3   | Martin Elmiger     | IAM    | + 0"       |
|     |                    |        |            |
| 15  | Rafał Majka        | TCS    | + 0"       |
| 38  | Maciej Paterski    | CCC    | + 0"       |
| 39  | Przemysław Niemiec | LAM    | + 0"       |
| 111 | Adrian Honkisz     | CCC    | + 2' 43"   |
| 129 | Sylwester Szmyd    | CCC    | + 3' 57"   |
| 141 | Marek Rutkiewicz   | CCC    | + 6' 01"   |

| #   | Zawodnik           | Zespół | Czas       |
| --- | ------------------ | ------ | ---------- |
| 1   | Maciej Paterski    | CCC    | 9h 36' 20" |
| 2   | Pierre Rolland     | EUC    | + 4"       |
| 3   | Bart De Clercq     | LTS    | + 8"       |
|     |                    |        |            |
| 36  | Przemysław Niemiec | LAM    | + 2' 50"   |
| 50  | Rafał Majka        | TCS    | + 2' 50"   |
| 97  | Adrian Honkisz     | CCC    | + 5' 33"   |
| 105 | Sylwester Szmyd    | CCC    | + 6' 47"   |
| 114 | Marek Rutkiewicz   | CCC    | + 8' 51"   |

### Etap 3 – 25.03: Girona – Girona, 156,6 km
| #   | Zawodnik           | Zespół | Czas       |
| --- | ------------------ | ------ | ---------- |
| 1   | Domenico Pozzovivo | ALM    | 3h 52' 37" |
| 2   | Rigoberto Urán     | EQS    | + 3"       |
| 3   | Daniel Martin      | TCG    | + 3"       |
|     |                    |        |            |
| 27  | Przemysław Niemiec | LAM    | + 22"      |
| 42  | Maciej Paterski    | CCC    | + 1' 34"   |
| 63  | Rafał Majka        | TCS    | + 5' 59"   |
| 64  | Sylwester Szmyd    | CCC    | + 5' 59"   |
| 112 | Marek Rutkiewicz   | CCC    | + 11' 46"  |
| 170 | Adrian Honkisz     | CCC    | + 17' 22"  |

| #   | Zawodnik           | Zespół | Czas        |
| --- | ------------------ | ------ | ----------- |
| 1   | Pierre Rolland     | EUC    | 13h 29' 23" |
| 2   | Maciej Paterski    | CCC    | + 1' 08"    |
| 3   | Bart De Clercq     | LTS    | + 1' 16"    |
|     |                    |        |             |
| 24  | Przemysław Niemiec | LAM    | + 2' 46"    |
| 59  | Rafał Majka        | TCS    | + 8' 23"    |
| 83  | Sylwester Szmyd    | CCC    | + 12' 20"   |
| 113 | Marek Rutkiewicz   | CCC    | + 20' 11"   |
| 120 | Adrian Honkisz     | CCC    | + 22' 29"   |

### Etap 4 – 26.03: Tona – La Molina, 188,4 km
| #   | Zawodnik           | Zespół | Czas       |
| --- | ------------------ | ------ | ---------- |
| 1   | Tejay van Garderen | BMC    | 5h 00' 36" |
| 2   | Richie Porte       | SKY    | + 3"       |
| 3   | Alberto Contador   | TCS    | + 8"       |
|     |                    |        |            |
| 34  | Rafał Majka        | TCS    | + 2' 36"   |
| 67  | Przemysław Niemiec | LAM    | + 19' 15"  |
| 82  | Marek Rutkiewicz   | CCC    | + 27' 49"  |
| 87  | Maciej Paterski    | CCC    | + 27' 49"  |
| 115 | Adrian Honkisz     | CCC    | + 27' 49"  |
| 120 | Sylwester Szmyd    | CCC    | + 27' 49"  |

| #   | Zawodnik           | Zespół | Czas        |
| --- | ------------------ | ------ | ----------- |
| 1   | Bart De Clercq     | LTS    | 18h 32' 02" |
| 2   | Richie Porte       | SKY    | + 21"       |
| 3   | Domenico Pozzovivo | ALM    | + 26"       |
|     |                    |        |             |
| 34  | Rafał Majka        | TCS    | + 8' 56"    |
| 48  | Przemysław Niemiec | LAM    | + 19' 58"   |
| 60  | Maciej Paterski    | CCC    | + 26' 54"   |
| 97  | Sylwester Szmyd    | CCC    | + 38' 06"   |
| 114 | Marek Rutkiewicz   | CCC    | + 45' 57"   |
| 120 | Adrian Honkisz     | CCC    | + 48' 15"   |

### Etap 5 – 27.03: Alp – Valls, 195,4 km
| #   | Zawodnik           | Zespół | Czas       |
| --- | ------------------ | ------ | ---------- |
| 1   | Alejandro Valverde | MOV    | 4h 25' 52" |
| 2   | Rigoberto Urán     | EQS    | + 5"       |
| 3   | Paolo Tiralongo    | AST    | + 5"       |
|     |                    |        |            |
| 45  | Przemysław Niemiec | LAM    | + 2' 53"   |
| 47  | Maciej Paterski    | CCC    | + 2' 53"   |
| 109 | Marek Rutkiewicz   | CCC    | + 13' 33"  |
| 113 | Adrian Honkisz     | CCC    | + 13' 33"  |
| 134 | Sylwester Szmyd    | CCC    | + 13' 33"  |
| -   | Rafał Majka        | TCS    | DNS        |

| #   | Zawodnik           | Zespół | Czas         |
| --- | ------------------ | ------ | ------------ |
| 1   | Richie Porte       | SKY    | 22h 58' 20"  |
| 2   | Domenico Pozzovivo | ALM    | + 5"         |
| 3   | Alberto Contador   | TCS    | + 7"         |
|     |                    |        |              |
| 42  | Przemysław Niemiec | LAM    | + 22' 25"    |
| 49  | Maciej Paterski    | CCC    | + 29' 21"    |
| 100 | Sylwester Szmyd    | CCC    | + 51' 13"    |
| 115 | Marek Rutkiewicz   | CCC    | + 59' 04"    |
| 124 | Adrian Honkisz     | CCC    | + 1h 01' 22" |

### Etap 6 – 28.03: Cervera – Port Aventura, 194,1 km
| #   | Zawodnik           | Zespół | Czas       |
| --- | ------------------ | ------ | ---------- |
| 1   | Siergiej Czernecki | KAT    | 4h 42' 47" |
| 2   | Julian Alaphilippe | EQS    | + 0"       |
| 3   | Maciej Paterski    | CCC    | + 0"       |
|     |                    |        |            |
| 97  | Sylwester Szmyd    | CCC    | + 8' 19"   |
| 101 | Marek Rutkiewicz   | CCC    | + 8' 19"   |
| 108 | Adrian Honkisz     | CCC    | + 8' 19"   |
| 145 | Przemysław Niemiec | LAM    | + 10' 44"  |

| #   | Zawodnik           | Zespół | Czas         |
| --- | ------------------ | ------ | ------------ |
| 1   | Richie Porte       | SKY    | 27h 42' 57"  |
| 2   | Domenico Pozzovivo | ALM    | + 5"         |
| 3   | Alberto Contador   | TCS    | + 7"         |
|     |                    |        |              |
| 45  | Maciej Paterski    | CCC    | + 27' 27"    |
| 54  | Przemysław Niemiec | LAM    | + 31' 19"    |
| 100 | Sylwester Szmyd    | CCC    | + 57' 42"    |
| 108 | Marek Rutkiewicz   | CCC    | + 1h 05' 33" |
| 118 | Adrian Honkisz     | CCC    | + 1h 07' 51" |

### Etap 7 – 29.03: Barcelona – Barcelona, 126,6 km
| #  | Zawodnik           | Zespół | Czas       |
| -- | ------------------ | ------ | ---------- |
| 1  | Alejandro Valverde | MOV    | 2h 47' 33" |
| 2  | Bryan Coquard      | EUC    | + 0"       |
| 3  | Siergiej Czernecki | KAT    | + 0"       |
|    |                    |        |            |
| 39 | Maciej Paterski    | CCC    | + 21"      |
| 45 | Sylwester Szmyd    | CCC    | + 21"      |
| 71 | Adrian Honkisz     | CCC    | + 2' 10"   |
| 93 | Marek Rutkiewicz   | CCC    | + 6' 10"   |
| -  | Przemysław Niemiec | LAM    | DNS        |

| #  | Zawodnik           | Zespół | Czas         |
| -- | ------------------ | ------ | ------------ |
| 1  | Richie Porte       | SKY    | 30h 30' 30"  |
| 2  | Alejandro Valverde | MOV    | + 4"         |
| 3  | Domenico Pozzovivo | ALM    | + 5"         |
|    |                    |        |              |
| 42 | Maciej Paterski    | CCC    | + 27' 48"    |
| 85 | Sylwester Szmyd    | CCC    | + 58' 03"    |
| 97 | Adrian Honkisz     | CCC    | + 1h 10' 01" |
| 99 | Marek Rutkiewicz   | CCC    | + 1h 11' 41" |

## Liderzy klasyfikacji po etapach
| Etap                 | Zwycięzca            | Klasyfikacja generalna | Klasyfikacja górska | Klasyfikacja młodzieżowa | Klasyfikacja sprinterska | Klasyfikacja drużynowa |
| -------------------- | -------------------- | ---------------------- | ------------------- | ------------------------ | ------------------------ | ---------------------- |
| 1                    | Maciej Paterski      | Maciej Paterski        | Maciej Paterski     | Carlos Barbero           | Martijn Keizer           | Team Europcar          |
| 2                    | Alejandro Valverde   | Maciej Paterski        | Maciej Paterski     | Wilco Kelderman          | Luis Mas                 | Team Europcar          |
| 3                    | Domenico Pozzovivo   | Pierre Rolland         | Maciej Paterski     | Wilco Kelderman          | Luis Mas                 | Team Europcar          |
| 4                    | Tejay van Garderen   | Bart De Clercq         | Tom Danielson       | Wilco Kelderman          | Luis Mas                 | Team Sky               |
| 5                    | Alejandro Valverde   | Richie Porte           | Tom Danielson       | Wilco Kelderman          | Luis Mas                 | Team Sky               |
| 6                    | Siergiej Czernecki   | Richie Porte           | Tom Danielson       | Wilco Kelderman          | Luis Mas                 | Team Sky               |
| 7                    | Alejandro Valverde   | Richie Porte           | Tom Danielson       | Wilco Kelderman          | Luis Mas                 | BMC Racing Team        |
| Klasyfikacja końcowa | Klasyfikacja końcowa | Richie Porte           | Tom Danielson       | Wilco Kelderman          | Luis Mas                 | BMC Racing Team        |

## Klasyfikacje końcowe

### Klasyfikacja generalna
|    | Zawodnik           | Zespół                   | Czas         |
| -- | ------------------ | ------------------------ | ------------ |
| 1  | Richie Porte       | Team Sky                 | 30h 30' 30"  |
| 2  | Alejandro Valverde | Movistar Team            | + 4"         |
| 3  | Domenico Pozzovivo | Ag2r-La Mondiale         | + 5"         |
| 4  | Alberto Contador   | Team Tinkoff-Saxo        | + 7"         |
| 5  | Rigoberto Urán     | Etixx-Quick Step         | + 18"        |
| 6  | Fabio Aru          | Pro Team Astana          | + 27"        |
| 7  | Darwin Atapuma     | BMC Racing Team          | + 33"        |
| 8  | Rafael Valls       | Lampre-Merida            | + 43"        |
| 9  | Daniel Martin      | Team Cannondale – Garmin | + 1' 35"     |
| 10 | Jarlinson Pantano  | IAM Cycling              | + 2' 16"     |
|    |                    |                          |              |
| 42 | Maciej Paterski    | CCC Sprandi Polkowice    | + 27' 48"    |
| 85 | Sylwester Szmyd    | CCC Sprandi Polkowice    | + 58' 03"    |
| 97 | Adrian Honkisz     | CCC Sprandi Polkowice    | + 1h 10' 01" |
| 99 | Marek Rutkiewicz   | CCC Sprandi Polkowice    | + 1h 11' 41" |

|    | Zawodnik         | Zespół                   | Punkty |
| -- | ---------------- | ------------------------ | ------ |
| 1  | Tom Danielson    | Team Cannondale – Garmin | 88     |
| 2  | José Herrada     | Movistar Team            | 53     |
| 3  | Richie Porte     | Team Sky                 | 44     |
| 4  | Riccardo Zoidl   | Trek Factory Racing      | 39     |
| 5  | Maciej Paterski  | CCC Sprandi Polkowice    | 36     |
|    |                  |                          |        |
| 14 | Marek Rutkiewicz | CCC Sprandi Polkowice    | 22     |

|   | Zawodnik                 | Zespół               | Czas        |
| - | ------------------------ | -------------------- | ----------- |
| 1 | Wilco Kelderman          | Team LottoNL – Jumbo | 30h 31' 39" |
| 2 | Warren Barguil           | Team Giant-Alpecin   | + 2' 29"    |
| 3 | Dylan Teuns              | BMC Racing Team      | + 33' 19"   |
| 4 | Rubén Fernández          | Movistar Team        | + 34' 12"   |
| 5 | Pierre-Henri Lecuisinier | FDJ.fr               | + 34' 34"   |

|    | Zawodnik         | Zespół                   | Punkty |
| -- | ---------------- | ------------------------ | ------ |
| 1  | Luis Mas         | Caja Rural-Seguros RGA   | 11     |
| 2  | Tom Danielson    | Team Cannondale – Garmin | 5      |
| 3  | Rudy Mollard     | Cofidis                  | 4      |
| 4  | José Herrada     | Movistar Team            | 4      |
| 5  | David Arroyo     | Caja Rural-Seguros RGA   | 3      |
|    |                  |                          |        |
| 12 | Marek Rutkiewicz | CCC Sprandi Polkowice    | 2      |

|    | Zespół                   | Czas         |
| -- | ------------------------ | ------------ |
| 1  | BMC Racing Team          | 91h 34′ 35″  |
| 2  | Team Sky                 | + 1' 46"     |
| 3  | Team Cannondale – Garmin | + 6' 44"     |
| 4  | Etixx-Quick Step         | + 14' 05"    |
| 5  | Pro Team Astana          | + 16' 09"    |
|    |                          |              |
| 23 | CCC Sprandi Polkowice    | + 2h 24' 19" |